# 吸血鬼就在隔壁
《吸血鬼就在隔壁》（英語：Fright Night），是2011年上映的美国恐怖片，重拍自湯姆·赫蘭編導的1985年同名电影。

## 故事
宅男查理‧布瑞斯特(安東·葉爾欽飾) 在高中生涯即將結束前把到了學校的校花艾美·彼得森(Imogen Poots飾)。但是在此時，一位迷人且看似友善的陌生人傑瑞(柯林·法洛飾)搬到查理家的隔壁，變成了他的鄰居。
查理的媽媽珍‧布瑞斯特(東妮·克莉蒂飾)和女友都被這位風度翩翩的新鄰居迷得團團轉。但自從傑瑞搬來社區後，學校和社區就發生好多起學生失蹤的案件，讓查理覺得很有問題，他懷疑傑瑞是吸血鬼，但卻沒有人相信他，但是就在他目睹傑瑞的異常行為後，更加確信他是一名真正的吸血鬼。為了要捍衛母親以及女友的安危，但卻又無法得到任何人的信任的情況下，查理只好找來在電視節目中專門對抗吸血鬼的演員彼得‧文森特(David Tennant飾)協助他揭開傑瑞的真面目，擺脫這場吸血鬼惡夢。

## 演员
- 柯林·法洛 - Jerry Dandrige
- 大衛·田納特 - Peter Vincent
- 安東·葉爾欽/Anton Yelchin - Charley Brewster
- 伊莫珍·蓋伊·波茨 - Amy Peterson
- 東妮·克莉蒂/Toni Collette - Jane Brewster
- Christopher Mintz-Plasse - "Evil" Ed Lee
- Lisa Loeb - Victoria Lee
- 戴夫·弗蘭科 - Mark
- Sandra Vergara - Ginger

## 评价
媒体综评64分，烂番茄新鲜度74%，39人支持，26人反对；Yahoo影评人B+，观众评分B+，口碑不俗。
代表性评价有：“一连串的意外之喜构成了影片的高潮结局”，“可贵之处在于完全没有受到现有吸血鬼影片的影响，坚定于自己所坚持的道路，很多细节场景都给人印象深刻”。

## 制作
主要在美國新墨西哥州桑多瓦爾縣的Rio Rancho拍摄。2010年7月26日在Las Vegas也拍摄了一些背景影片。2010年10月1日拍摄完毕。

## 外部連結
- 官方網站
- 互联网电影数据库（IMDb）上《Fright Night》的资料（英文）
- AllMovie上《Fright Night》的资料（英文）
- Box Office Mojo上《Fright Night》的資料（英文）
- 爛番茄上《Fright Night》的資料（英文）
- Metacritic上《Fright Night》的資料（英文）